# 王思明
王思明（1932年6月—2016年10月22日），男，布依族，贵州贵阳人，中华人民共和国政治人物，曾任贵州省政协副主席，第七、八届全国政协委员，第九届全国人大代表。